# Краб Луи

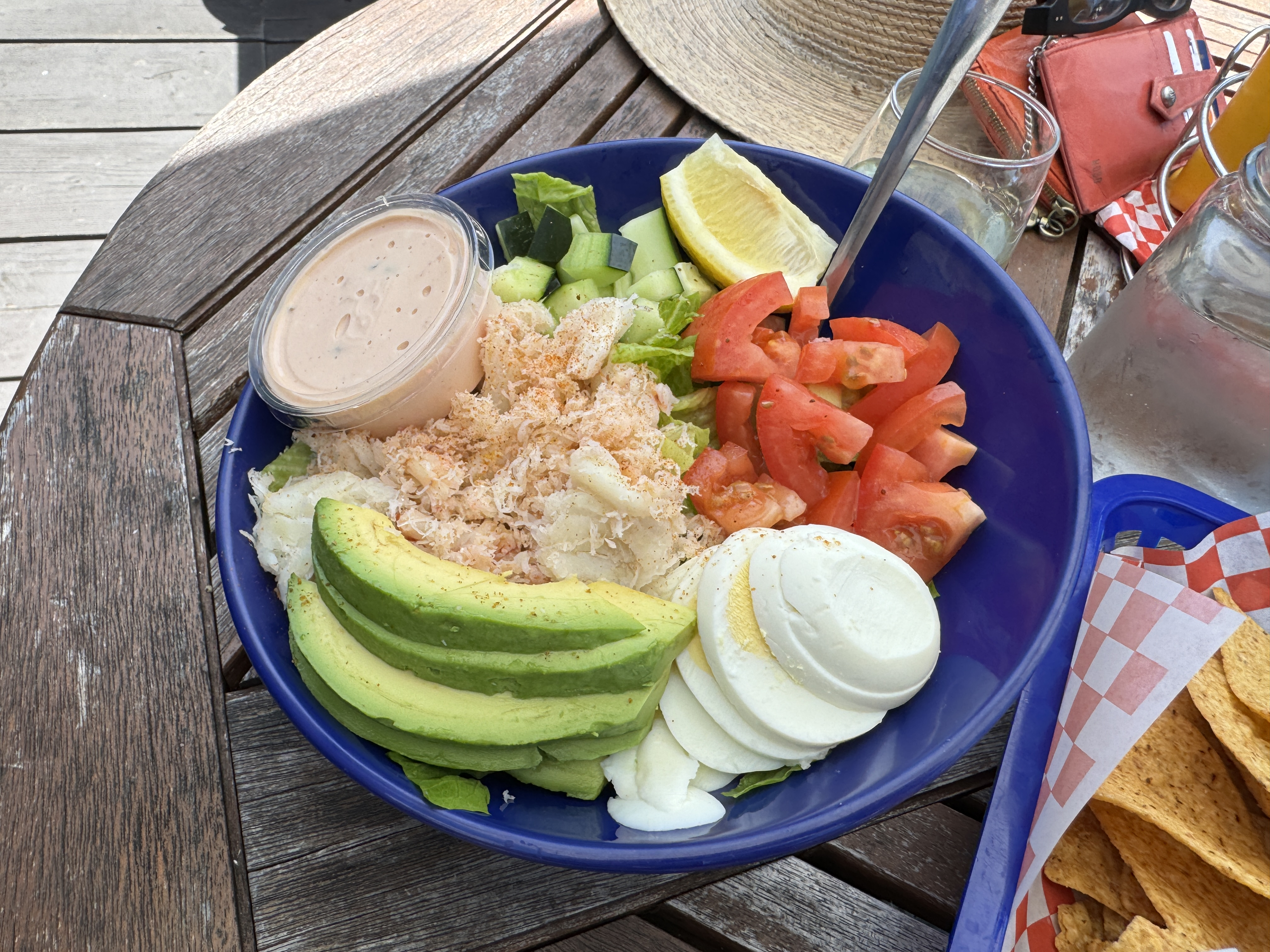
Краб Луи, сервированный с томатом, огурцом и авокадо

«Краб Луи» (англ. crab Louie, англ. crab Louis) — американский салат с крабовым мясом и сваренными вкрутую яйцами, специалитет Калифорнии.
Салат известен в разных рецептах. В базовом рецепте крабовое мясо выкладывают на подушку из листьев зелёного салата, сверху приправляют майонезным соусом Луи, похожим по вкусу на «тысячу островов», и сервируют с нарезанным ломтиками яйцом и маслинами. В салате могут присутствовать также томаты, сладкий перец и репчатый лук. Авторами «Краба Луи» считаются повара ресторана Solari’s, где его подавали ещё в 1914 году, или ресторана при отеле St. Francis в Сан-Франциско, но на этот статус также претендовали в Olympic Club в Сиэтле.